# Irvington (Illinois)
Irvington – wieś w Stanach Zjednoczonych, w stanie Illinois, w hrabstwie Washington.